# Sotero H. Laurel
Sotero Cosme H. Laurel (27 september 1918 - 16 september 2009) was een Filipijns advocaat en politicus. Laurel was van 1987 tot 1992 lid van de Filipijnse Senaat en was in 1991 een van de 12 senatoren die tegen het verlengen van de Amerikaanse bases in de Filipijnen stemde.
De Laurel-familie is een van de invloedrijke families in de Filipijnen. Sotero Laurel was de derde zoon van José Laurel, president van de Filipijnen ten tijde van de Japanse bezetting. José had vier broers en drie zussen. Zijn oudste broer Jose Laurel jr. was lid van het Huis van Afgevaardigden en bovendien tweemaal voorzitter van het Huis. Zijn andere oudere broer, Jose  Laurel III, was ambassadeur in Japan. Een jongere broer, Doy Laurel, was van 1986 tot 1992 vicepresident van de Filipijnen.

## Biografie
Laurel volgde een Bachelor-opleiding rechten aan de University of the Philippines en vervolgde daarna zijn rechtenstudie aan de University of Santo Tomas. Later specialiseerde hij zich aan de Harvard University in internationaal en constitutioneel recht. Na het behalen van zijn Doctorstitel keerde hij weer terug in de Filipijnen. Daar begon hij samen met Jovito Salonga een advocatenkantoor. In 1954 stopten zij hun samenwerking. Naast zijn werk als advocaat gaf Laurel les in constitutioneel en internationaal recht aan de Far Eastern University, de Philippine Law School en het Lyceum of the Philippines. Ook was hij examinator bij het toelatingsexamen voor de Filipijns balie. Later werd hij benoemd tot president van het Lyceum of the Philippines.